# Melaneremus atrotectus
Melaneremus atrotectus är en insektsart som först beskrevs av Brunner von Wattenwyl 1888.  Melaneremus atrotectus ingår i släktet Melaneremus och familjen Gryllacrididae. Inga underarter finns listade i Catalogue of Life.